# (10392) Brace
(10392) Brace est un astéroïde de la ceinture principale.

## Description
(10392) Brace est un astéroïde de la ceinture principale. Il fut découvert le 11 septembre 1997 à Lime Creek par Robert Linderholm. Il présente une orbite caractérisée par un demi-grand axe de 2,40 UA, une excentricité de 0,14 et une inclinaison de 4,5° par rapport à l'écliptique.

## Compléments